# Aliciidae
Aliciidae é uma família de cnidários antozoários da infraordem Thenaria, subordem Nyantheae (Actiniaria).

## Géneros
- Alicia Johnson, 1861
- Cradactis McMurrich, 1893
- Lebrunia Duchassaing de Fonbressin & Michelotti, 1860
- Phyllodiscus Kwietniewski, 1897
- Triactis Klunzinger, 1877